# Pseudodiaptomus wrighti
Pseudodiaptomus wrighti is een eenoogkreeftjessoort uit de familie van de Pseudodiaptomidae. De wetenschappelijke naam van de soort is voor het eerst geldig gepubliceerd in 1964 door Johnson M.W..